# الخلاف حول يزيد بن معاوية
الخلاف حول يزيد بن معاوية يختلف اهل السنة والجماعة مع الشيعة في يزيد بن معاوية بن أبي سفيان فيرى جزء من علماء أهل السنة والجماعة أنه لا يصح سبه وأنه لم يأمر بقتل الحسين، قال  ابن تيمية: "إن يزيد بن معاوية لم يأمر بقتل الحسين باتفاق أهل النقل، ولكن كتب إلى ابن زياد أن يمنعه عن ولاية العراق، ولما بلغ يزيد قتل الحسين أظهر التوجع على ذلك، وظهر البكاء في داره ولم يسب لهم حريماً بل أكرم بيته وأجازهم حتى ردهم إلى بلادهم". وترى الشيعة أنه قاتل للحسين.

## رأي الشيعة
في اعتقاد الطائفة الشيعية أن يزيد بن معاوية كان مروجاً للفسق والفجور، معروفاً بملاعبة القردة والكلاب وشرب الخمر، وكان يعيش حياة مليئة بالفسق والمحرمات وكان قصره حافلاً بالخمور ومجالس اللهو والعربدة.
ولذلك حين استلم يزيد السلطة بعد أبيه، حسب ما أوصى به معاوية خلافاً لما نصّ عليه صلح معاوية مع الإمام الحسن، امتنع الامام الحسين عن بيعة يزيد لفسقه وفجوره العلني ولاستهتاره بالقيم والمثل والاحكام الإسلامية، خلافاً لأبيه معاوية الذي كان على الأقل ظاهراً غالباً ما يتظاهر بالتدين. فقال الحسين:«"إنا للّه وإنا إليه راجعون، وعلى الإسلام السّلام إذا بليت الامة براع مثل يزيد."» خرج الحسين من المدينة وتوجه إلى الكوفة لهدف طلب الإصلاح في أمّة جدّه وإزالة الحكومة الفاسدة عن طريق ترعية حكامها الطواغيت الذين حكموا الناس باسم خلافة الرسول.
وبعث يزيد عبيد الله بن زیاد والياً على العراق، وأمره أن يرسل جيشا إلى الحسين ولا يقبل منه إلا أن يبايع يزيد وإن أبى أن يقتله ويبعث رأسه إليه.
فأرسلت الجيوش نحو الإمام الحسين وطلبوا منه إما البيعة أو القتل، فرفض الإمام البيعة وقال:«"ان كان دين محمد لم يستقم الا بقتلي فيا سيوف خذيني."»
تعتبر واقعة الطف أبشع ما أقدم عليه يزيد وهو كان أول حاكم إسلامي يدعي الخلافة ویقوم بالاستهتار علني لأحكام الإسلامية حیث قام بقتل ابن رسول الله واستباح المدينة ومحاصرة مكة المكرمة وحرق الكعبة.
تری الطائفة الشیعية أن جرائم يزيد وصلت إلی درجة من البشاعة، بحيث لو لم تكن تضحية الحسين لما بقي من الإسلام شيئا.

## من يرى فسق يزيد من أهل السنة
ورد عن بعض المؤرخين من شربه الخمر وبيعه القرود، وكان بعض أهل الحديث السنة لا يأخذون الحديث عن يزيد بن معاوية.
- نقل السيوطي والذهبي أن عبد الله بن حنظلة قال ـ في وصف يزيد بن معاوية ـ : «إنه رجل ينكح أمهات الأولاد والبنات والأخوات، ويشرب الخمر، ويدَع الصلاة».[16][17][18]
- ألف ابن الجوزي وهو من كبار علماء الحنابلة كتابا خاصا في وجوب لعن يزيد والبراءة منه، سماه «الرد على المتعصب العنيد المانع من ذم يزيد».[19]
- وقد صح عن صالح بن أحمد بن حنبل قال: قلت لأبي: إن قوما ينسبوننا إلى تولي يزيد ! فقال: يا بني وهل يتولى يزيد أحد يؤمن بالله، ولم لا يلعن من لعنه الله في كتابه ؟ ! فقلت: في أي آية ؟ قال: في قوله تعالى: ﴿فَهَلْ عَسَيْتُمْ إِنْ تَوَلَّيْتُمْ أَنْ تُفْسِدُوا فِي الْأَرْضِ وَتُقَطِّعُوا أَرْحَامَكُمْ ۝٢٢﴾ [محمد:22] فهل يكون فساد أعظم من القتل ؟![20] قال ابن الجوزي: «وصنف القاضي أبو يعلى كتابا ذكر فيه بيان من يستحق اللعن وذكر منهم يزيد»، ثم ذكر حديث: «من أخاف أهل المدينة ظلما أخافه الله وعليه لعنة الله والملائكة والناس أجمعين».[20]
- وقال الشوكاني في نيل الأوطار: «لقد أفرط بعض أهل العلم فحكموا بأن الحسين باغ على الخمِّير السكير الهاتك لحرمة الشريعة المطهرة، يزيد بن معاوية لعنهم الله ! فيا للعجب من مقالات تقشعر منها الجلود، ويتصدع من سماعها كل جلمود !».[21]
- وقال عنه الذهبي : «وكان ناصبيًّا، فظًّا، غليظًا، جلفًا، يتناول المسكِر ويفعل المنكر، افتتح دولته بمقتل الشهيد الحسين، واختتمها بواقعة الحرَّة، فمقتَه الناس، ولم يبارَك في عمره، وخرج عليه غير واحد بعد الحسين».[22]
- يقول سعد الدين التفتازاني شيخ الحنفية عن يزيد بن معاوية: : «والحق إنَّ رضا يزيد بقتل الحسين واستبشاره بذلك، وإهانته أهل بيت رسول الله، مِمَّا تواتر معناه، وإن كان تفصيله آحادًا.. فنحن لا نتوقف في شأنه، بل في كفره وإيمانه، لعنة الله عليه وعلى أعوانه وأنصاره» .[23]
- وقد نقل ابن خلكان وصف الفقيه الشافعي الكيا الهراسي ليزيد بن معاوية بقوله : «.. وهو اللاعب بالنرد، والمتصيِّد بالفهود، ومدمن الخمر، وشِعره في الخمر معلوم..».[24]
- يقول الالوسي في التفسير: «الذي يغلب على ظني أن الخبيث لم يكن مصدقاً برسالة النبـي وأن مجموع ما فعل مع أهل حرم الله وأهل حرم نبيه  وعترته الطيبين الطاهرين في الحياة وبعد الممات وما صدر منه من المخازي ليس بأضعف دلالة على عدم تصديقه من إلقاء ورقة من المصحف الشريف في قذر؛ ولا أظن أن أمره كان خافياً على أجلة المسلمين إذ ذاك ولكن كانوا مغلوبين مقهورين لم يسعهم إلا الصبر ليقضي الله أمراً كان مفعولاً، ولو سلم أن الخبيث كان مسلماً فهو مسلم جمع من الكبائر ما لا يحيط به نطاق البيان، وأنا أذهب إلى جواز لعن مثله على التعيين ولو لم يتصور أن يكون له مثل من الفاسقين. والظاهر أنه لم يتب، واحتمال توبته أضعف من إيمانه، ويلحق به ابن زياد وابن سعد وجماعة فلعنة الله عز وجل عليهم أجمعين، وعلى أنصارهم وأعوانهم وشيعتهم ومن مال إليهم إلى يوم الدين ما دمعت عين على أبـي عبد الله الحسين، ويعجبني قول شاعر العصر ذو الفضل الجلي عبد الباقي أفندي العمري الموصلي وقد سئل عن لعن يزيد اللعين:

يزيد على لعني عريض جنابه فاغدو به طول المدى ألعن اللعنا
ومن كان يخشى القال والقيل من التصريح بلعن ذلك الضليل فليقل: لعن الله عز وجل من رضي بقتل / الحسين ومن آذى عترة النبـي بغير حق ومن غصبهم حقهم فإنه يكون لاعناً له لدخوله تحت العموم دخولاً أولياً في نفس الأمر، ولا يخالف أحد في جواز اللعن بهذه الألفاظ ونحوها سوى ابن العربـي المار ذكره وموافقيه فإنهم على ظاهر ما نقل عنهم لا يجوزون لعن من رضي بقتل الحسين، وذلك لعمري هو الضلال البعيد الذي يكاد يزيد على ضلال يزيد».

## قول أن يزيد بن معاوية ليس فاسقًا
يقول عثمان الخميس صاحب كتاب «حقبة من التاريخ» ما نصُّه : «فالفسق الذي نسِب إلى يزيد في شخصه كشرب خمر أو ملاعبة قردة كما يقولون أو فحش أو ما شابه ذلك لم يثبت عنه بسند صحيح فهذا لا نصدقه والأصل العدالة..» .
بينما قال أيضًا: "إذا أراد أحد أن يلعن أبا جهل أو أبا لهب أو هتلر أو الخميني أو يزيد بن معاوية فلا بأس بذلك، ولكن أن يكون ديدنه وشغله الشاغل هو لعن يزيد فهذا لا يصلح"

## رأي آخر لأهل السنة والجماعة

### فتوى اللجنة الدائمة للبحوث العلمية والافتاء
أفتت اللجنة الدائمة للبحوث العلمية والإفتاء(فتوى رقم 1466) :المملكة العربية السعودية
«وأما يزيد بن معاوية فالناس فيه طرفان ووسط، وأعدل الأقوال الثلاثة فيه أنه كان ملكاً من ملوك المسلمين، له حسنات وسيئات، ولم يولد إلا في خلافة عثمان - - ولم يكن كافراً، ولكن جرى بسببه ما جرى من مصرع الحسين، وفعل ما فعل بأهل الحرة، ولم يكن صاحباً، ولا من أولياء الله الصالحين، قال شيخ الإسلام ابن تيمية- - :" وهذا قول عامة أهل العقل والعلم والسنة والجماعة، وأما بالنسبة للعنه فالناس فيه ثلاث فرق، فرقة لعنته، وفرقة أحبّته، وفرقة لا تسبه ولا تحبه،.. وهذا هو المنصوص عن الإمام أحمد، وعليه المقتصدون من أصحابه وغيرهم من جميع المسلمين، وهذا القول الوسط مبني على أنه لم يثبت فسقه الذي يقتضي لعنه، أو بناء على أن الفاسق المعيّن لا يلعن بخصوصه، إما تحريماً أو تنزيهاً، فقد ثبت في صحيح البخاري عن عمر في قصة عبد الله بن حمار الذي تكرّر منه شرب الخمر، وجلده رسول الله ، لمّا لعنه بعض الصحابة، قال النبي : " لعن المؤمن كقتله " متفق عليه
وهذا كما أن نصوص الوعيد عامة في أكل أموال اليتامى والزنا والسرقة فلا يشهد بها على معيّن بأنه من أصحاب النار، لجواز تخلف المقتضى عن المقتضى، وغير ذلك من المكفرات للذنوب، هذا بالنسبة لمنع سبّه ولعنته.
وأما بالنسبة لترك المحبة، فلأنه لم يصدر منه من الأعمال الصالحة ما يوجب محبته، فبقي من الملوك السلاطين، وحب أشخاص هذا النوع ليست مشروعة، ولأنه صدر عنه ما يقتضي فسقه وظلمه في سيرته، وفي أمر الحسين وأمر أهل الحرّة " ا.هـ».

### الرواية عنه
قال ابن حجر: «يزيد بن معاوية بن أبي سفيان الأموي: روى عن أبيه وعنه ابنه خالد وعبد الملك بن مروان مقدوح في عدالته وليس بأهل أن يروي عنه وقال أحمد بن حنبل: لا ينبغي أن يروى عنه.»
وقال الذهبي عنه :«مقدوح في عدالته، ليس بأهل أن يُروَى عنه.».

### الترحم عليه
وقال ابن الحداد الشافعي في عقيدته: «ونترحم على معاوية،...ونكل سريرة يزيد إلى الله»

### محبته
قال الذهبي:«ويزيد ممّن لا نسبه ولا نحبه، وله نظراء من خلفاء الدولتين، وكذلك من ملوك النواحي، بل فيهم من هو شر منه، وإنما عظم الخطب لكونه ولي بعد وفاة النبي ب49 سنة، والعهد قريب، والصحابة موجودون، كابن عمر الذي كان أولى منه ومن أبيه وجدّه»
وسئل الحافظ عبد الغني المقدسي عن يزيد بن معاوية فأجاب بقوله:«خلافته صحيحة، وقال بعض العلماء: بايعه ستون من أصحاب النبي -، منهم ابن عمر، وأما محبته: فمن أحبه فلا ينكر عليه، ومن لم يحبه فلا يلزمه ذلك، لأنه ليس من الصحابة الذين صحبوا رسول الله - -، فيلزم محبتهم إكراماً لصحبتهم، وليس ثم أمر يمتاز به عن غيره من خلفاء التابعين، كعبد الملك وبنيه، وإنما يمنع من التعرض للوقوع فيه، خوفاً من التسلق إلى أبيه، وسداً لباب الفتنة»
كان المقتصدون من أئمة السلف يقولون في يزيد وأمثاله: إنا لا نسبهم ولا نحبهم، أي: لا نحب ما صدر منهم من ظلم.

### عدم جواز لعنه أو الحكم بفسقه
قال ابن حجر الهيتمي:«لا يجوز أن يلعن شخص بخصوصه، إلا أن يعلم موته على الكفر كأبي جهل وأبي لهب، ولأن اللعن هو الطرد من رحمة الله، الملتزم لليأس منها، وذلك إنما يليق بمن علم موته على الكفر.»
قال ابن الصلاح: «لم يصح عندنا أنه أمر بقتله - أي قتل الحسين -، والمحفوظ أن الآمر بقتاله المفضي إلى قتله - كرمه الله -، إنما هو عبيد الله بن زياد والي الكوفة انذاك، وأما سب يزيد ولعنه فليس من شأن المؤمنين، فإن صح أنه قتله أو أمر بقتله، وقد ورد في الحديث المحفوظ: " أن لعن المسلم كقتله"، وإنما يكفر بالقتل قاتل نبي من الأنبياء - صلوات الله وسلامه عليهم -، والناس في يزيد ثلاث فرق: فرقة تحبه وتتولاّه، وفرقة أخرى تسبه وتلعنه، وفرقة متوسطة في ذلك لا تتولاّه ولا تلعنه، وتسلك به سبيل سائر ملوك الإسلام وخلفائهم غير الراشدين في ذلك وشبهه، وهذه الفرقة هي الصائبة، ومذهبها اللائق بمن يعرف سير الماضين، ويعلم قواعد الشريعة الطاهرة، جعلنا الله من خيار أهلها آمين»
سئل حجة الإسلام أبو حامد الغزالي عمن يصرح بلعن يزيد بن معاوية، هل يحكم بفسقه أم لا ؟ وهل كان راضياً بقتل الحسين بن علي أم لا ؟ وهل يسوغ الترحم عليه أم لا ؟ فلينعم بالجواب مثاباً.
فأجاب:
| الخلاف حول يزيد بن معاوية                     | لا يجوز لعن المسلم أصلاً، ومن لعن مسلماً فهو الملعون، وقد قال رسول الله : المسلم ليس بلعان، - المسند (1/405) والصحيحة (1/634) وصحيح سنن الترمذي (2/189) -، وكيف يجوز لعن المسلم ولا يجوز لعن البهائم وقد ورد النهي عن ذلك - لحديث عمران بن الحصين قال : بينما رسول الله في بعض أسفاره وامرأة من الأنصار على ناقة، فضجرت فلعنتها، فسمع ذلك النبي فقال : خذوا ما عليها ودعوها فإنها ملعونة، قال عمران : فكأني أراها الآن تمشي في الناس ما يعرض لها أحد. جمع الفوائد (3/353) -، وحرمة المسلم أعظم من حرمة الكعبة بنص النبي - هو أثر موقوف على ابن عمر بلفظ : نظر عبد الله بن عمر يوماً إلى الكعبة فقال : ما أعظمك وأعظم حرمتك، والمؤمن أعظم حرمة منك، وهو حديث حسن، أنظر : غاية المرام في تخريج أحاديث الحلال والحرام للشيخ الألباني (ص197) -، وقد صح إسلام يزيد بن معاوية وما صح قتله الحسين ولا أمر به ولا رضيه ولا كان حاضراً حين قتل، ولا يصح ذلك منه ولا يجوز أن يُظن ذلك به، فإن إساءة الظن بالمسلم حرام وقد قال الله{اجتنبوا كثيراً من الظن إن بعض الظن إثم }[ الحجرات /12]، ومن زعم أن يزيد أمر بقتل الحسين أو رضي به، فينبغي أن يعلم أن به غاية الحمق، فإن من كان من الأكابر والوزراء، والسلاطين في عصره لو أراد أن يعلم حقيقة من الذي أمر بقتله ومن الذي رضي به ومن الذي كرهه لم يقدر على ذلك، وإن كان الذي قد قُتل في جواره وزمانه وهو يشاهده، فكيف لو كان في بلد بعيد، وزمن قديم قد انقضى، فكيف نعلم ذلك فيما انقضى عليه قريب من أربعمائة سنة في مكان بعيد، وقد تطرق التعصب في الواقعة فكثرت فيها الأحاديث من الجوانب فهذا الأمر لا تُعلم حقيقته أصلاً، وإذا لم يُعرف وجب إحسان الظن بكل مسلم يمكن إحسان الظن به. ومع هذا فلو ثبت على مسلم أنه قتل مسلماً فمذهب أهل الحق أنه ليس بكافر، والقتل ليس بكفر، بل هو معصية، وإذا مات القاتل فربما مات بعد التوبة والكافر لو تاب من كفره لم تجز لعنته فكيف بمؤمن تاب عن قتل.. ولم يُعرف أن قاتل الحسين مات قبل التوبة وقد قال الله {و هو الذي يقبل التوبة عن عباده، ويعفوا عن السيئات ويعلم ما تفعلون}[ الشورى /25] فإذن لا يجوز لعن أحد ممن مات من المسلمين بعينه لم يروه النص، ومن لعنه كان فاسقاً عاصياً لله. ولو جاز لعنه فسكت لم يكن عاصياً بالإجماع، بل لو لم يلعن إبليس طول عمره مع جواز اللعن عليه لا يُقال له يوم القيامة : لِمَ لَمْ تلعن إبليس ؟ ويقال للاعن : لم لعنت ومِنْ أين عرفت أنه مطرود ملعون، والملعون هو المبعد من الله وذلك علوم الغيب، وأما الترحم عليه فجائز، بل مستحب، بل هو داخل في قولنا : اللهم اغفر للمؤمنين والمؤمنات، فإنه كان مؤمناً والله أعلم بالصواب. | الخلاف حول يزيد بن معاوية |
| — أصل فتوى، قيد الشريد من أخبار يزيد (ص57-59) | |                           |

و قد سئل ابن الصلاح عن يزيد فقال:
| الخلاف حول يزيد بن معاوية        | لم يصح عندنا أنه أمر بقتل الحسين والمحفوظ أن الآمر بقتاله المفضي إلى قتله إنما هو عبيد الله بن زياد والي الكوفة إذ ذاك، وأما سب يزيد ولعنه فليس ذلك من شأن المؤمنين، وإن صح أنه قتله أو أمر بقتله، وقد ورد في الحديث المحفوظ : إن لعن المؤمن كقتاله - البخاري مع الفتح (10/479) -، و قاتل الحسين لا يكفر بذلك، وإنما ارتكب إثماً، وإنما يكفر بالقتل قاتل نبي من الأنبياء عليهم الصلاة والسلام. و الناس في يزيد على ثلاث فرق، فرقة تحبه وتتولاه، وفرقة تسبه وتلعنه وفرقة متوسطة في ذلك، لا تتولاه ولا تلعنه وتسلك به سبيل سائر ملوك الإسلام وخلفائهم غير الراشدين في ذلك وشبهه، وهذه هي المصيبة – أي التي أصابت الحق - مذهبها هو اللائق لمن يعرف سِيَر الماضين ويعلم قواعد الشريعة الظاهرة. | الخلاف حول يزيد بن معاوية |
| — أصل فتوى، قيد الشريد (ص59-60). | |                           |

و سُئل ابن تيمية عن يزيد أيضاً فقال:
| الخلاف حول يزيد بن معاوية       | افترق الناس في يزيد بن معاوية بن أبي سفيان ثلاث فرق طرفان ووسط، فأحد الطرفين قالوا : إنه كان كافراً منافقاً، وإنه سعى في قتل سِبط رسول الله تشفياً من رسول الله وانتقاماً منه وأخذاً بثأر جده عتبة وأخي جده شيبة وخاله الوليد بن عتبة وغيرهم ممن قتلهم أصحاب النبي بيد علي بن أبي طالب وغيره يوم بدر وغيرها، وقالوا تلك أحقاد بدرية وآثار جاهلية. وهذا القول سهل على الرافضة الذين يكفرون أبا بكر وعمر وعثمان، فتكفير يزيد أسهل بكثير. والطرف الثاني يظنون أنه كان رجلاً صالحاً وإماماً عدلاً وإنه كان من الصحابة الذين ولدوا على عهد النبي وحمله بيده وبرّك عليه وربما فضله بعضهم على أبي بكر وعمر، وربما جعله بعضهم نبياً.. وهذا قول غالية العدوية والأكراد ونحوهم من الضُلاّل. والقول الثالث : أنه كان ملكاً من ملوك المسلمين له حسنات وسيئات ولم يولد إلا في خلافة عثمان ولم يكن كافراً ولكن جرى بسببه ما جرى من مصرع الحسين وفُعل ما فعل بأهل الحرة، ولم يكن صحابياً ولا من أولياء الله الصالحين وهذا قول عامة أهل العقل والعلم والسنة والجماعة. ثم افترقوا ثلاث فرق، فرقة لعنته وفرقة أحبته وفرقة لا تسبه ولا تحبه وهذا هو المنصوص عن الأمام أحمد وعليه المقتصدون من أصحابه وغيرهم من جميع المسلمين. | الخلاف حول يزيد بن معاوية |
| — أصل فتوى، سؤال في يزيد (ص26). | |                           |

وقال ابن تيمية أيضا: الْغُلُوُّ فِي يَزِيدَ مِنْ الطَّرَفَيْنِ خِلَافٌ لِمَا أَجْمَعَ عَلَيْهِ أَهْلُ الْعِلْمِ وَالْإِيمَانِ. فَإِنَّ يَزِيدَ بْنَ مُعَأوِيَةَ وُلِدَ فِي خِلَافَةِ عُثْمَانَ بْنِ عفان - رَضِيَ اللَّهُ عَنْهُ - وَلَمْ يُدْرِكْ النَّبِيَّ صَلَّى اللَّهُ عَلَيْهِ وَسَلَّمَ وَلَا كَانَ مِنْ الصَّحَابَةِ بِاتِّفَاقِ الْعُلَمَاءِ ؛ وَلَا كَانَ مِنْ الْمَشْهُورِينَ بِالدِّينِ وَالصَّلَاحِ وَكَانَ مِنْ شُبَّانِ الْمُسْلِمِينَ ؛ وَلَا كَانَ كَافِرًا وَلَا زِنْدِيقًا ؛ وَتَوَلَّى بَعْدَ أَبِيهِ عَلَى كَرَاهَةٍ مِنْ بَعْضِ الْمُسْلِمِينَ وَرِضًا مِنْ بَعْضِهِمْ وَكَانَ فِيهِ شَجَاعَةٌ وَكَرَمٌ وَلَمْ يَكُنْ مُظْهِرًا لِلْفَوَاحِشِ كَمَا يَحْكِي عَنْهُ خُصُومُهُ. وَجَرَتْ فِي إمَارَتِهِ أُمُورٌ عَظِيمَةٌ: - أَحَدُهَا مَقْتَلُ الْحُسَيْنِ رَضِيَ اللَّهُ عَنْهُ وَهُوَ لَمْ يَأْمُرْ بِقَتْلِ الْحُسَيْنِ وَلَا أَظْهَرَ الْفَرَحَ بِقَتْلِهِ ؛ وَلَا نَكَّتَ بِالْقَضِيبِ عَلَى ثَنَايَاهُ - رَضِيَ اللَّهُ عَنْهُ - وَلَا حَمَلَ رَأْسَ الْحُسَيْنِ - رَضِيَ اللَّهُ عَنْهُ - إلَى الشَّامِ لَكِنْ أَمَرَ بِمَنْعِ الْحُسَيْنِ رَضِيَ اللَّهُ عَنْهُ وَبِدَفْعِهِ عَنْ الْأَمْرِ.
وَلِهَذَا كَانَ الَّذِي عَلَيْهِ مُعْتَقَدُ أَهْلِ السُّنَّةِ وَأَئِمَّةِ الْأُمَّةِ أَنَّهُ لَا يُسَبُّ وَلَا يُحَبُّ قَالَ صَالِحُ بْنُ أَحْمَدَ بْنِ حَنْبَلٍ " قُلْت لِأَبِي: إنَّ قَوْمًا يَقُولُونَ: إنَّهُمْ يُحِبُّونَ يَزِيدَ. قَالَ: يَا بُنَيَّ وَهَلْ يُحِبُّ يَزِيدَ أَحَدٌ يُؤْمِنُ بِاَللَّهِ وَالْيَوْمِ الْآخِرِ ؟ فَقُلْت: يَا أَبَتِ فَلِمَإذَا لَا تلعنه ؟ قَالَ: يَا بُنَيَّ وَمَتَى رَأَيْت أَبَاك يَلْعَنُ أَحَدًا ؟
ومَا عَلَيْهِ الْأَئِمَّةُ: مِنْ أَنَّهُ لَا يُخَصُّ بِمَحَبَّةِ وَلَا يُلْعَنُ. وَمَعَ هَذَا فَإِنْ كَانَ فَاسِقًا أَوْ ظَالِمًا فَاَللَّهُ يَغْفِرُ لِلْفَاسِقِ وَالظَّالِمِ لَا سِيَّمَا إذَا أَتَى بِحَسَنَاتِ عَظِيمَةٍ. وَقَدْ رَوَى الْبُخَارِيُّ فِي صَحِيحِهِ عَنْ ابْنِ عُمَرَ رَضِيَ اللَّهُ عَنْهُمَا أَنَّ النَّبِيَّ قَالَ: { أَوَّلُ جَيْشٍ يَغْزُو الْقُسْطَنْطِينِية مَغْفُورٌ لَهُ } وَأَوَّلُ جَيْشٍ غَزَاهَا كَانَ أَمِيرُهُمْ يَزِيدَ بْنَ مُعَأوِيَةَ وَكَانَ مَعَهُ أَبُو أَيُّوبَ الْأَنْصَارِيُّ رَضِيَ اللَّهُ عَنْهُ.

## اقرأ أيضًا
- الخلاف السني الشيعي
- الخلاف السلفي الأشعري